# 阿雷維克國家公園

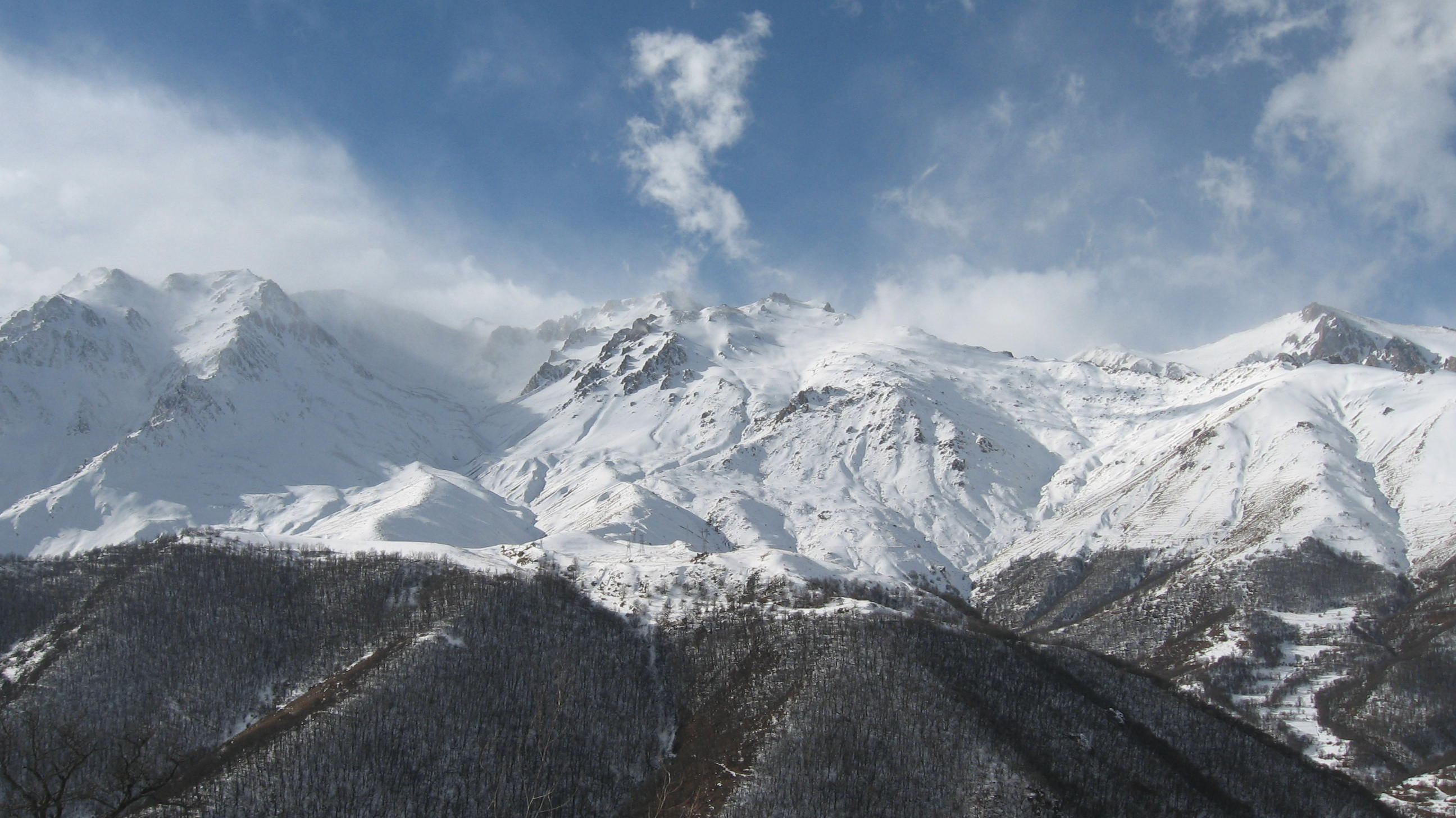

38°59′12″N 46°17′01″E / 38.98667°N 46.28361°E
阿雷維克國家公園（羅馬化：Arevik azgayin park），是亞美尼亞南部休尼克州的國家公園，成立於2009年，面積344平方公里，有胡兀鷲、西域兀鷲、白兀鷲、金雕、游隼、林䳭伯勞等鳥類棲息。